# Max Schenitzki
Max Schenitzki, auch Schenitski (* 21. März 1894 in Dortmund; † 16. Februar 1977 in Essen) war ein deutscher Konteradmiral (Ing.) der Kriegsmarine.

## Leben
Max Schenitzki trat am 1. Oktober 1913 in die Kaiserlichen Marine ein. Später diente er bis August 1914 auf der Kaiser und kam bis Ende des Jahres 1914 zur I. Werftdivision. Es folgte bis März 1916 seine Kommandierung auf die Lothringen, gefolgt bis September 1916 von einem Bordkommando auf der Bayern. Für ein Jahr kam er dann an die Ingenieur- und Deckoffizierschule. Für einen Monat war er wieder bei der I. Werftdivision und wurde hier zum 28. September 1917 zum Marine-Ingenieuraspirant befördert. Vom 7. Oktober 1917 bis zum 16. Juni 1918 war er auf der Markgraf und tat anschließend bis zum 25. Dezember, also über das Kriegsende hinaus, auf dem Panzerkreuzer Fürst Bismarck Dienst.
Nach dem Krieg war Schenitzki zur I. Werftdivision und dann zur Technischen Abteilung in Berlin zugeteilt, bevor er vom 1. Oktober 1919 bis zum 20. März 1920 zur Marineschule „B“ (ehemalige Ingenieur- und Deckoffizier-Schule in Kiel) kommandiert war, wo er am 15. Februar 1920 zum Ingenieur-Oberaspirant ernannt wurde. Anschließend wurde er Mitglied der Marine-Brigade von Loewenfeld, später in die Reichsmarine übernommen. Es folgte am 1. Januar 1921 seine Beförderung zum Leutnant zur See (Ing.), am 1. Mai 1922 zum Oberleutnant zur See (Ing.) und am 1. August 1927 zum Kapitänleutnant (Ing.). 1931 war er Führer der 1. Kompanie der Marineschule Kiel-Wik.
Als Korvettenkapitän (Ing.) (Beförderung am 1. Juli 1933) war er in der Kriegsmarine 1936 Stabsoffizier im Stab der Marineschule Kiel-Wik. Von Oktober 1938 bis November 1939 war er Verbandsingenieur im Stab des Befehlshabers der Panzerschiffe und war anschließend bis März 1940 Ingenieuroffizier beim Marinegruppenkommando West. Bis August 1940 kam er zurück zum Befehlshaber der Panzerschiffe. Er wurde bis Oktober 1940 zum Flottenstab kommandiert und wurde dann bis Januar 1941 Flotteningenieur im Flottenkommando. Von Februar 1941 bis Januar 1944 war er Chef der Abteilung Antriebsanlagen, Motoren, Instandsetzungsplanung und Steuerung der Werftbelegung für Überwasserschiffe und Unterseeboote (K IV C) im OKM. Am 1. April 1943 war er zum Konteradmiral (Ing.) befördert worden. Von März 1944 war er bis zur Auflösung im Oktober 1944 Chef des Oberwerftstabs Frankreich und war ab November 1944 bis April 1945 Chef des Oberwerftstabes Norwegen. Zu Kriegsende kam er in Kriegsgefangenschaft und wurde am 19. Mai 1948 daraus entlassen.

## Weblink
- Militärischer Lebenslauf Konteradmiral Max Schenitzki auf der privaten Homepage Island Farm Special Camp 11 – The German officers held in Bridgend, 1946–1948, abgerufen am 9. Juni 2022.